# 冬川智子
冬川 智子（ふゆかわ ともこ、1979年1月19日 - ）は、日本の漫画家。神奈川県小田原市出身。武蔵野美術大学短期大学部デザイン科グラフィックデザイン専攻卒業。

## 来歴
2008年8月より、ブログにて1ページ漫画「水曜日」を自主連載し始める。「無恋愛高校生活」と銘打った自虐的な女子高生の漫画で、テレビブロスやQuick Japanに取り上げられ話題となる。同年10月、「水曜日」でメディアファクトリー「第13回コミックエッセイプチ大賞」Ｃ賞受賞。その後、各メディアで漫画を連載。2011年12月、「マスタード・チョコレート」で第15回文化庁メディア芸術祭マンガ部門新人賞を受賞している。

## 著書
- 「イケてない10代」メディアファクトリー、2009年10月
- 「チャノユ!お茶のお稽古、始めました。」淡交社、2011年3月
- 「マスタード・チョコレート」イースト・プレス、2012年4月
- 「いとしのこけし」イースト・プレス、2012年11月
- 「水曜日」小学館（「月刊IKKI」）、2013年1月
- 「あんずのど飴」小学館、2013年1月
- 「彼氏が4年おりません。」KKベストセラーズ、2013年2月
- 「深夜0時にこんばんは」太田出版、2013年4月[1]
- 「ノストラダムス・ラブ」小学館、2014年4月
- 「今日のひぐらしさん」イースト・プレス、2014年4月
- 「小6ノスタルジア」竹書房、2014年7月
- 「45歳の線香花火」小学館〈ビッグコミックス〉、2024年 - 、既刊2巻（2025年6月12日現在）

## 主な連載作品
- 「水曜日」
- 「本日もカラッカラ」
- 「ひぐらしさんのひとりごよみ」
- 「小6女子」
- 「マスタード・チョコレート」
- 「あんずのど飴」
- 「深夜0時にこんばんは」
- 「ノストラダムス・ラブ」
- 「27歳のニューガン・ダイアリー 〜ボクの美紀ちゃんが乳がんになった話〜」
- 「45歳の線香花火」（WEB漫画サイト『ビッコミ』2024年7月 - 連載中[2]）

## 受賞歴
- 「水曜日」メディアファクトリー「第13回コミックエッセイプチ大賞」Ｃ賞受賞
- 「マスタード・チョコレート」平成23年度第15回文化庁メディア芸術祭マンガ部門新人賞受賞